# David Freese
David Richard Freese (Corpus Christi, Texas, 28 de abril de 1983), más conocido como David Freese, es un exjugador profesional estadounidense de béisbol que se desempeñó en la posición de tercera base en las Grandes Ligas de Béisbol (MLB). Logró obtener el premio MVP (jugador más valioso de la Serie Mundial).

## Carrera
Freese jugó como profesional cinco temporadas en St. Louis Cardinals (2009-2013), después pasó a Los Angeles Angels (2014-2015), luego a Pittsburgh Pirates (2016-2018), posteriormente a Los Angeles Dodgers, donde jugó dos temporadas (2018-2019), y fue el equipo en el que se retiró.

## Premios
Fue galardonado con el MVP (jugador más valioso de la Serie Mundial) en una oportunidad (2011).